# Kazimierz Bieliński (elektryk)
Kazimierz Bieliński (ur. 15 września 1897 w Rzeżęcinie, zm. w listopadzie 1939 w Piaśnicy) – polski inżynier elektryk, organizator elektrowni gdyńskiej, dyrektor Miejskich Zakładów Elektrycznych w Gdyni.

## Życiorys
Był synem Jana i Marii z Wiśniewskich. Urodził się w Rzeżęcinie (gmina Morzeszczyn) na Pomorzu, gdzie ojciec prowadził gospodarstwo rolne. Kształcił się w „Collegium Marianum” w Pelplinie. W roku 1916 został powołany do wojska i posłany na front zachodni.
Po zakończeniu I wojny światowej zdał (w roku 1919) maturę w gimnazjum w Chojnicach i wstąpił na Wydział Elektryczny Technische Hochschule der Freien Stadt Danzig, gdzie uzyskał dyplom inżyniera elektryka w roku 1924. Pierwszą pracę otrzymał w Pomorskiej Elektrowni Krajowej Gródek SA w Toruniu, a następnie w parowo-wodnej elektrowni „Pomorze” pod Pelplinem.
W roku 1929 przeprowadził się do Gdyni, gdzie powierzono mu organizację Miejskich Zakładów Elektrycznych (MZE). Do wybuchu wojny był dyrektorem zakładu, który prowadził całokształt prac związanych z elektryfikacją miasta i portu. W 1931 roku organizował w Gdyni Zjazd Związków Elektrowni Polskich. Uczestniczył w 1932 roku w zawiązaniu gdyńskiego Oddziału Wybrzeża Morskiego Stowarzyszenia Elektryków Polskich (SEP) i do wybuchu wojny był jego prezesem.
Za działalność na rzecz obrony polskości Pomorza Liga Obrony Powietrznej i Przeciwgazowej uhonorowała go dyplomem, a prezydent Złotym Krzyżem Zasługi. 
Jak ustalił w roku 1948 Sąd Grodzki w Gdyni, Kazimierz Bieliński został 27 października 1939 roku aresztowany przez Gestapo i należał do jednej z grup więźniów rozstrzelanych, w ramach akcji „Inteligencja”, 11 listopada tegoż roku w Piaśnicy.
Należał do Polskiej Korporacji Akademickiej "Związek Akademików Gdańskich Wisła".